# Ľubotín
Ľubotín este o comună slovacă, aflată în districtul Stará Ľubovňa din regiunea Prešov. Localitatea se află la altitudinea de 492 m deasupra n.m., se întinde pe o suprafață de 10,84 km2 și în 2017 număra 1.365 de locuitori.

## Istoric
Localitatea Ľubotín este atestată documentar din 1330.

## Demografie
| An:                | 1994 | 2004   | 2014   | 2024   |
| ------------------ | ---- | ------ | ------ | ------ |
| Număr de persoane: | 1286 | 1338   | 1362   | 1308   |
| Diferență:         |      | +4,04% | +1,79% | −3,96% |

| An:                | 2023 | 2024   |
| ------------------ | ---- | ------ |
| Număr de persoane: | 1315 | 1308   |
| Diferență:         |      | −0,53% |